# الضبرتين (حجة)
الضبرتين هي إحدى قرى الجمهورية اليمنية. وهي تتبع جغرافيًا لمحافظة حجة. وإداريًا لمديرية حرض. يبلغ تعداد سكانها 2105 نسمة حسب الإحصاء الذي جرى عام 2004.